# Bahnhof Wetzlar
Der Bahnhof Wetzlar ist ein Keilbahnhof in der Stadt Wetzlar, in dem die Lahntalbahn in die Dillstrecke einmündet. Im Gegensatz zu den meisten Keilbahnhöfen befindet sich das Empfangsgebäude nicht im Keil zwischen den sich trennenden Strecken, sondern seitlich an den Gleisen der Lahntalbahn. Zusammen mit dem angrenzenden zentralen Omnibusbahnhof (ZOB) ist er der wichtigste ÖPNV-Knoten Wetzlars.

## Geschichte

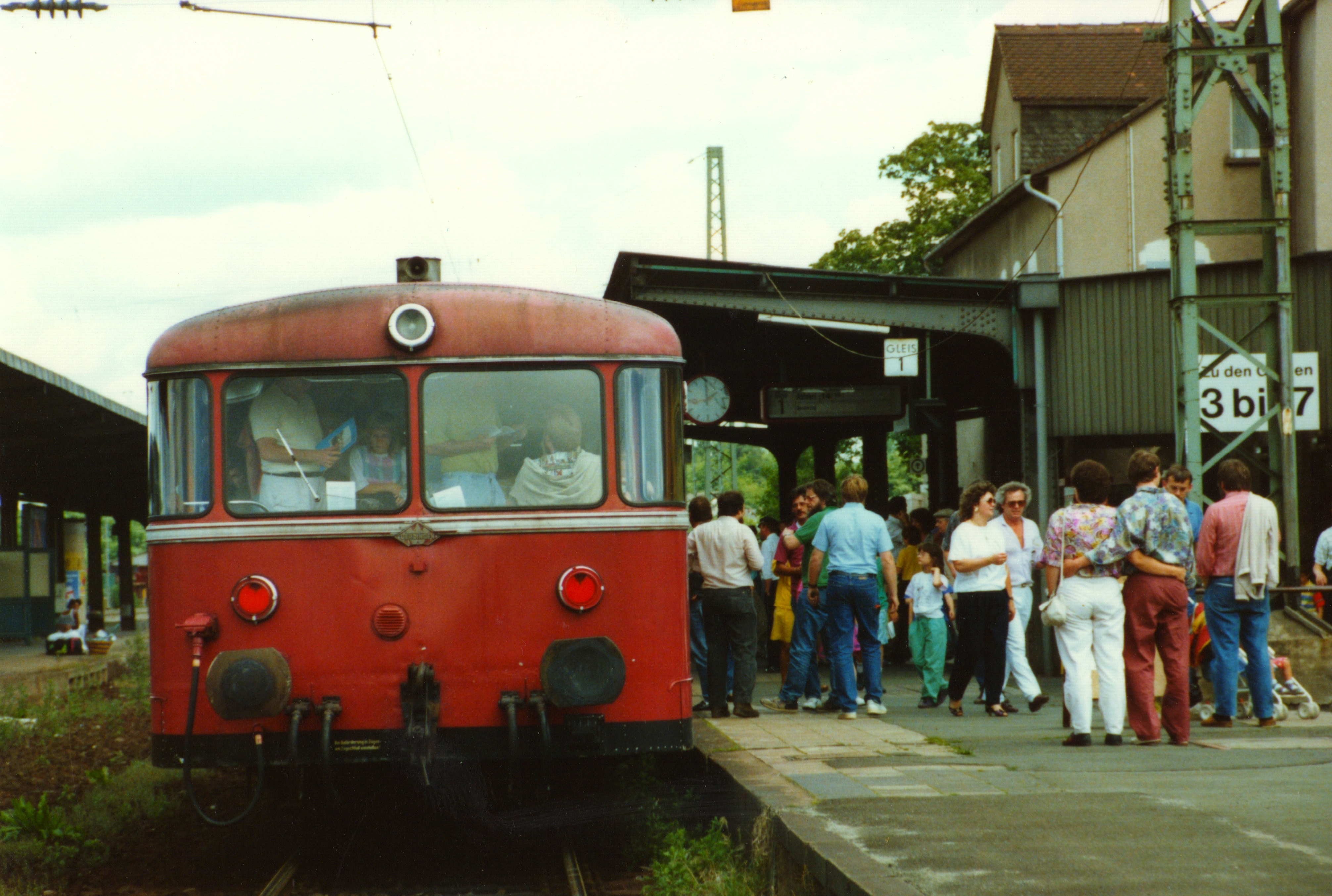
Uerdinger Schienenbus der Baureihe 798 am ehemaligen Gleis 1 des Bahnhofs Wetzlar mit der letzten Sonderfahrt auf der Kanonenbahn nach Lollar im Juni 1990

Der Bahnhof Wetzlar wurde mit der 1859 bis 1862 eröffneten Deutz-Giessener Bahn und der von 1860 bis 1863 fertiggestellten Lahntalbahn eröffnet.
1878 kam noch die Bahnstrecke Lollar–Wetzlar hinzu. Der Personenverkehr auf dieser Strecke wurde 1980 eingestellt, der Güterverkehr 1990.
Das erste Wetzlarer Empfangsgebäude wurde 1863 in Insellage zwischen den Gleisen dieser beiden Strecken in der Gemarkung Niedergirmes errichtet. Die Gleise der Lahntalbahn lagen südlich des Empfangsgebäudes, die der Deutz-Giessener Bahn nördlich. Mit dem Umbau des Bahnhofs in den Jahren 1909/1910 wurde dieser Zustand beseitigt und alle Bahnsteige auf die nördliche Gebäudeseite verlegt. Dieses erste Empfangsgebäude ist in umgebauter Form bis heute erhalten.
Vor dem ersten Empfangsgebäude wurde ein im Januar 1917 vollendetes Jugendstil-Empfangsgebäude errichtet. Dieses wurde 1944/45 stark beschädigt und konnte nur noch behelfsmäßig wieder hergerichtet werden. Im Zuge der Modernisierung der Stellwerkstechnik wurde es um 1985 abgerissen. An seine Stelle trat ein moderner Funktionsbau, der neben einem Warteraum und dem Reisezentrum hauptsächlich das 1986 in Betrieb genommene Relaisstellwerk (Bauform SpDrS 600) beinhaltet.

## Bedeutung
Der Bahnhof Wetzlar besitzt fünf Bahnsteiggleise. Er ist Station für Regionalbahn, Regional-Express und die Intercity-Linie 34 Frankfurt–Dortmund/Münster(–Norddeich).
Die verkehrenden Züge halten wie folgt an den Bahnsteigen:
| Gleis | Fahrtrichtung | Bemerkung |
| ----- | --- | --- |
| 3     | RB 45 nach Gießen/Fulda, RE 25 / RE 24 nach Gießen                                                                                    | |
| 4     | RB 45 nach Limburg, RE 25 nach Koblenz, RE 24 nach Weilburg                                                                           | |
| 5     | Mittelhessen-Express RB 40 und RE 99 nach Gießen/Frankfurt, IC 34 nach Frankfurt                                                      | |
| 6     | Mittelhessen-Express RB 40 von/nach Frankfurt / RE 24 von/nach Alsfeld (Bei beiden Linien einzelne Züge, wenn Wetzlar Endstation ist) | auch Ausweich- und Überholungsgleis (wochentags wird hier planmäßig eine RB 40 vom IC und RE99 Sprinter überholt) |
| 7     | Mittelhessen-Express RB 40 nach Dillenburg, RE 99 nach Siegen, IC 34 nach Dortmund/Münster                                            | |

Östlich des Bahnhofs und der Lahn, im Stadtteil Garbenheim, liegt der Wetzlarer Rangierbahnhof, der seit Dezember 2006 der wichtigste seiner Art in Mittelhessen ist. Westlich des Bahnhofes, zwischen den beiden Strecken, gibt es ein Anschlussgleis zum Betriebsgelände von Buderus.

### Nahverkehr

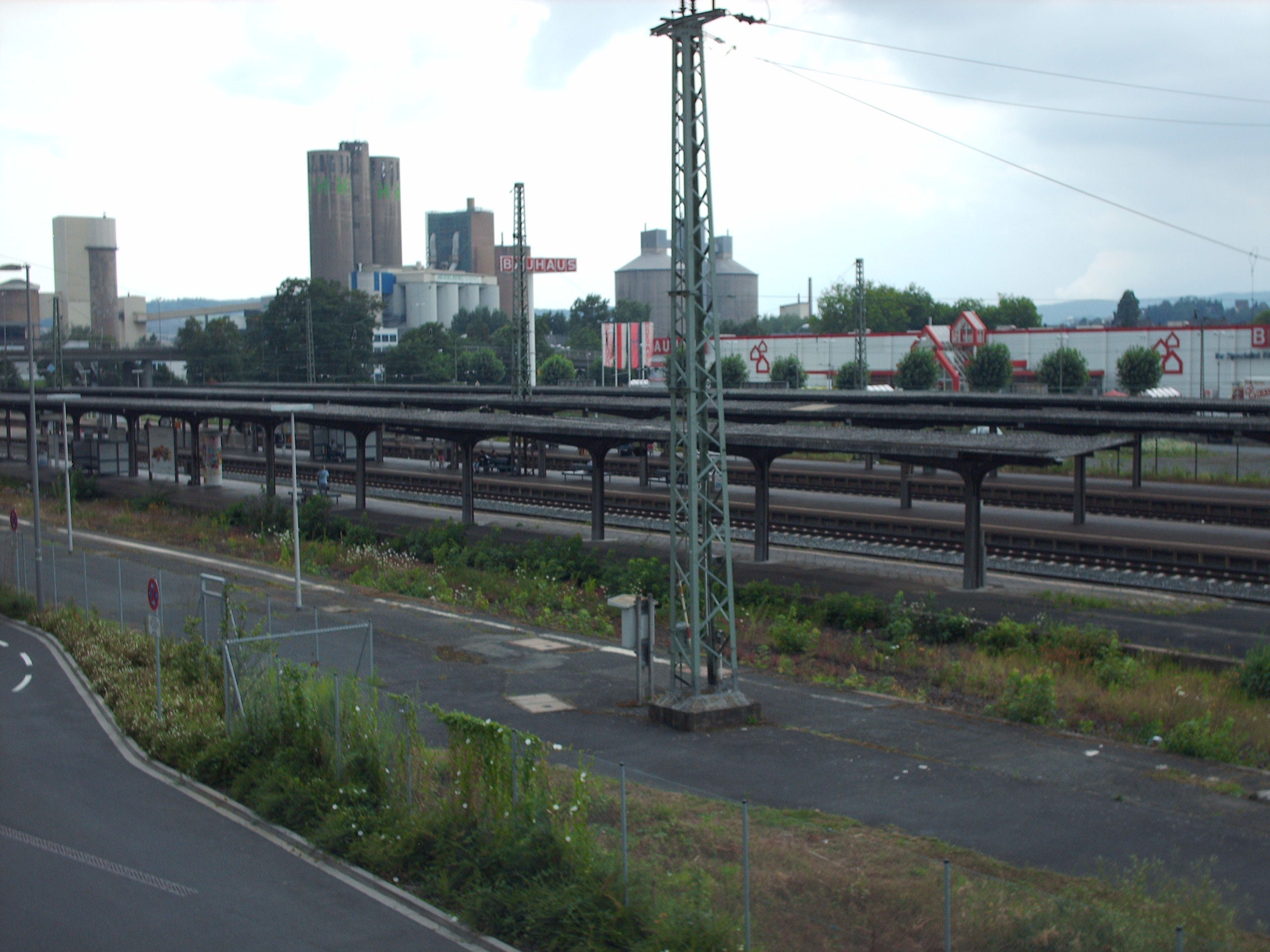
Blick über die Bahnsteige des Bahnhofs Wetzlar (Juli 2007)

Der Bahnhof Wetzlar wird von mehreren Regionallinien angefahren. Hier halten die Regional-Express-Züge Siegen–Frankfurt (Main-Sieg-Express; RE 99). Dadurch wird alle zwei Stunden eine schnelle Verbindung mit der Mainmetropole angeboten. In der anderen Stunde endet diese Linie in Gießen. Zudem ist Wetzlar Halt für den RE99-Sprinter, mit jeweils einem Zugpaar je Wochentag. Dieser ermöglicht Pendlern in Lastrichtung die Fahrt von/nach Frankfurt ohne den zeitaufwendigen Fahrtrichtungswechsel, da der Zug Gießen umfährt. Eine weitere Regionalexpressverbindung ist die Relation Gießen–Koblenz Hbf (Lahntalexpress; RE 25). Der Bahnhof Wetzlar wird auch vom Mittelhessen-Express (RB 40) bedient, welcher in der Regel auch eine stündliche Anbindung an das Rhein/Main-Gebiet ermöglicht. Am Wochenende wenden in Wetzlar einige Mittelhessen-Express-Züge aus Gießen. Das Fahrplanangebot wird durch einzelne Regionalbahnen der Relation Dillenburg–Gießen (RB 40) verstärkt, wobei einzelne Regionalbahnen von Dillenburg als RB 40/49 bis Hanau Hbf durchgebunden werden. Auf der Lahntalbahn gibt es ab Wetzlar neben dem Lahntalexpress stündlich eine Regionalbahn der Relation Limburg–Weilburg–Wetzlar–Gießen–Fulda (RB 45), welche in der Hauptverkehrszeit durch Züge Gießen–Wetzlar–Weilburg (RB 25) zu einem 30-Minuten-Takt verdichtet sind.
Seit Dezember 2021 verkehrt noch die Linie RE 24 im Zwei-Stunden-Takt auf der Relation Gießen–Weilburg. Wetzlar ist der einzige Zwischenhalt mit einem 10-minütigen Aufenthalt. Dieser Regional-Express ist zeitlich auf die Ankunft und Abfahrt des IC 34 abgestimmt und dient dem Anschluss des Lahntals und des Gießener Bahnhofs an die neue IC-Linie. Einzelne Züge des RE 24 enden/wenden in Wetzlar und werden bis Alsfeld durchgebunden. Seit März 2025 fährt die Linie über Weilburg hinaus bis Limburg.
Wetzlar wird damit ein weiterer Verkehrsknotenpunkt in Hessen.
| Linie | Verlauf | Takt                                                  | Betreiber      |
| ----- | --- | ----------------------------------------------------- | -------------- |
| RE 24 | Lahntalbahn: Limburg (Lahn) – Eschhofen – Weilburg – Wetzlar – Gießen Stand: Fahrplanwechsel Dezember 2024 | 120 min                                               | HLB Hessenbahn |
| RE 25 | Lahn-Eifel-Bahn: Koblenz Hbf – Niederlahnstein – Bad Ems – Nassau (Lahn) – Diez – Limburg (Lahn) – Weilburg – Wetzlar – Gießen Stand: Fahrplanwechsel Dezember 2021 | 120 min                                               | DB Regio Mitte |
| RB 40 | Mittelhessen-Express: Frankfurt (Main) Hbf – Frankfurt (Main) West (– Bad Vilbel) (zweistdl.) – Friedberg (Hess) – Bad Nauheim (– Ostheim (b Butzbach)) (zweistdl.) – Butzbach (– Kirch Göns – Lang Göns – Großen Linden) (zweistdl.) – Gießen – Dutenhofen (Kr Wetzlar) – Wetzlar – Aßlar – Werdorf – Ehringshausen (Kr Wetzlar) – Katzenfurt – Edingen (Kr Wetzlar) – Sinn – Herborn (Dillkr) – Burg (Dillkr) Nord – Niederscheld (Dillkr) Süd – Dillenburg Flügelung in Gießen. Zugteil nach Marburg/Treysa als RB 41. Stand: Fahrplanwechsel Dezember 2021 | 40/80 min (Frankf.–Gießen) 60 min (Gießen–Dillenburg) | HLB Hessenbahn |
| RB 45 | Lahntalbahn/Vogelsbergbahn: Limburg (Lahn) – Eschhofen – Kerkerbach – Runkel – Villmar – Arfurt (Lahn) – Aumenau – Fürfurt – Gräveneck – Weilburg – Löhnberg – Stockhausen (Lahn) – Leun/Braunfels – Solms – Albshausen – Wetzlar – Dutenhofen (Kr Wetzlar) – Gießen – Gießen Licher Straße – Großen Buseck – Reiskirchen (Kr Gießen) – (Saasen – Göbelnrod –) (zweistdl) Grünberg – (Lehnheim –) (zweistdl) Mücke (Hess) – (Nieder-Ohmen –) (zweistdl) Burg- und Nieder-Gemünden – Ehringshausen (Oberhess) – Zell-Romrod – Alsfeld (Oberhess) – Lauterbach (Hess) Nord – Angersbach – Bad Salzschlirf – Großenlüder – Oberbimbach – Fulda Stand: Fahrplanwechsel Dezember 2021 | 60 min                                                | HLB Hessenbahn |
| RE 99 | Main-Sieg-Express: Siegen Hbf – Wilnsdorf-Rudersdorf (zweistdl.) – Dillbrecht (zweistdl.) – Rodenbach (Dillkr) (zweistdl.) – Haiger – Sechshelden (zweistdl.) – Dillenburg – Herborn (Dillkr) – Wetzlar – Gießen – Friedberg (Hess) – Frankfurt (Main) West (einzelne Züge im Berufsverkehr) – Frankfurt (Main) Hbf Gießen – Frankfurt vereinigt mit RE 98 von Kassel Stand: Fahrplanwechsel Dezember 2021 | 60 min (Siegen–Gießen) 120 min (Gießen–Frankfurt)     | HLB Hessenbahn |

### Fernverkehr
Seit dem Fahrplanwechsel im Dezember 2021 verkehren fünf Intercity-Zugpaare der Linie 34 auf der Relation Frankfurt – Siegen – Dortmund – Münster.
| Linie | Linienverlauf                                                                                         | Takt                       | Betreiber      |
| ----- | --- | -------------------------- | -------------- |
| IC 34 | (Stuttgart –) Frankfurt – Wetzlar – Siegen – Iserlohn-Letmathe – Witten – Dortmund (– Hamm – Münster) | Zwei- bzw. Vierstundentakt | DB Fernverkehr |

#### Frühere Fernverkehrsverbindungen
In den 1980er Jahren und zuvor (siehe Dillstrecke#Der Fernverkehr) gab es vom Wetzlarer Bahnhof viele tägliche Schnellzug-Verbindungen zu entfernt gelegenen Zielen wie z. B. Oberstdorf sowie montags bis freitags die Schnellverbindung Dortmund–Frankfurt mit D 810/811, welche nur in Siegen-Weidenau und Wetzlar hielt. Anfang der 1990er Jahre wurde eine Schnellzug-Verbindung im Zweistundentakt nach Frankfurt (Main) Hbf bzw. Münster (Westf.) Hbf eingerichtet. Ab 1993 verkehrten diese Züge als Interregio-Linie 22 Frankfurt–Münster (zuletzt Frankfurt–Düsseldorf). Einmal täglich gab es eine Direktverbindung von Wetzlar nach Norddeich Mole (IR „Norderney“). Die Frequenz der InterRegios auf Dill- und Ruhr-Sieg-Strecke wurde jedoch bis 2001 sukzessive ausgedünnt. Zuletzt wurde im Dezember 2002 der IR „Norderney“ aus dem Fahrplan gestrichen. Im Jahr 2003 hielt in Wetzlar zeitweise und einmal täglich der Fernzug InterConnex auf dem Weg von Neuss über Köln nach Halle (Saale) – Berlin – Rostock.
Zwischen Dezember 2009 und Dezember 2011 war der Wetzlarer Bahnhof nach sechsjähriger Unterbrechung erneut an das Fernverkehrsnetz angebunden. Morgens fuhr ein Eurocity von Siegen über Wetzlar, Gießen, Frankfurt am Main, Stuttgart und München nach Klagenfurt am Wörthersee. Durch einen Kurswagen bestand zudem eine direkte Verbindung nach Ljubljana und Zagreb. Der Gegenzug erreichte Wetzlar abends und fuhr weiter bis Siegen. Das Angebot wurde zum Fahrplanwechsel 2011/2012 am 11. Dezember 2011 eingestellt. Am 3./4. Juli 2021 verkehrte bereits in der Relation Frankfurt - Norddeich Mole im Vorgriff auf die regelmäßige IC-Anbindung ein einzelnes IC-Zugpaar.

## Service
Unmittelbar angrenzend befindet sich der ZOB für die regionalen und lokalen Buslinien sowie die Stadtbuslinien des Stadtverkehrs Wetzlar (Auftraggeber: Lokale Nahverkehrsorganisation der Stadt Wetzlar) und die lokalen Buslinien aus dem Umland (Auftraggeber: Lokale Nahverkehrsorganisation des Lahn-Dill-Kreises - Verkehrsgesellschaft Lahn-Dill-Weil mbH (VLDW)) und den Citybus. Ebenfalls gibt es auf dem Bahnhofsvorplatz einen Taxistand und Kurzzeitparkplätze. Für längeres Parken steht ein Park-and-ride-Parkplatz am Busbahnhof zur Verfügung, welcher aber demnächst für den neu errichteten Park-and-ride-Parkplatz an der Nordseite des Bahnhofs aufgegeben werden soll. Unmittelbar am Bahnhof befinden sich das Einkaufszentrum Forum Wetzlar und die Buderus Arena mit einem großen Parkhaus.

## Modernisierung

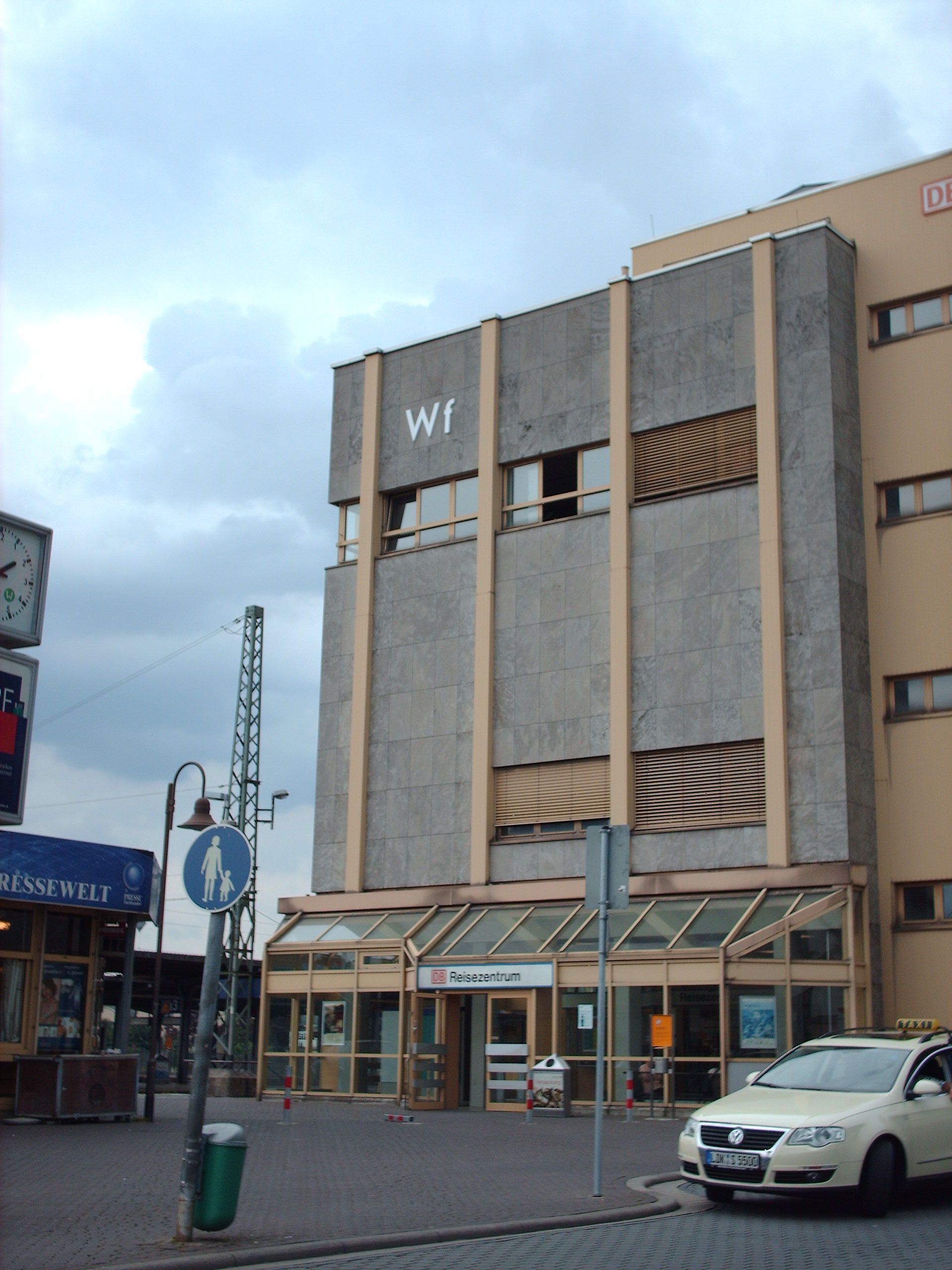
Historische Ansicht des ehemaligen Bahnhofsvorplatzes und des 1986 erbauten Bahnhofsgebäudes mit dem Stellwerk Wf

Nach der Inbetriebnahme des heutigen Empfangsgebäudes im Jahr 1986 wurden am Wetzlarer Bahnhof keine weiteren Modernisierungen vorgenommen. Daher ist das gesamte Erscheinungsbild des Bahnhofs in den vergangenen Jahren zusehends verfallen und steht damit in enormem Kontrast zu dem im Jahr 2005 eröffneten Forum Wetzlar, dem größten Einkaufszentrum Mittelhessens, welches auf dem zur Stadt hin gelegenen, bereits seit den 1990er-Jahren stillgelegten Güterbahnhof errichtet wurde.
Im Jahr 2007 wurde ein Kooperationsvertrag zwischen der Stadt Wetzlar, der Deutschen Bahn und dem Rhein-Main-Verkehrsverbund verabschiedet, in dem erklärt wurde, den Bahnhof umfangreich modernisieren und behindertengerecht ausbauen zu wollen. Konkret wurden die Planungen jedoch erst, als Wetzlar zur Hessentagsstadt 2012 gekürt und erkannt wurde, dass die zu erwartenden Besucher nicht mit dem derzeitigen Bahnhofsumfeld in der Stadt begrüßt werden könnten. Daraufhin wurde der zwischen den drei Kooperationspartnern bestehende Vertrag zu einem Planungsvertrag erweitert und ein Planungsbüro mit der Erstellung eines Konzepts für eine vollständige Modernisierung des Bahnhofsgeländes beauftragt.
Anfang 2010 wurde der Vorentwurf mit den konkreten Maßnahmen zur barrierefreien Neugestaltung des Wetzlarer Bahnhofsumfelds vorgestellt. Der Konzeptentwurf beinhaltet folgende drei Kernmaßnahmen:
- Umbau des Busbahnhofs und des Bahnhofsvorplatzes, die Inbetriebnahme erfolgte im Mai 2012. Der alte Busbahnhof wurde komplett aufgegeben und auf das Gelände des bisherigen Bahnhofsvorplatzes verlegt, um einen einfachen Zugang von der Innenstadt zum Forum, zum zentralen Omnibusbahnhof (ZOB) und zum Bahnhof gleichermaßen zu ermöglichen. Auf Park-and-ride-Parkplätze wird im künftigen unmittelbaren Bahnhofsvorfeld verzichtet, stattdessen ist zwischen Forum Wetzlar und ZOB eine sogenannte Kiss-and-ride-Zone eingerichtet, die nur noch einige Kurzzeitparkplätze zum Absetzen und Abholen von Reisenden vorsieht. Der neue ZOB verfügt über zwölf Bussteige und mehrere Abstellmöglichkeiten für Busse. Der gesamte Bereich ist überdacht und mit einer Videoüberwachung sowie einer Bike-and-ride-Anlage mit 18 Fahrrad-Stellplätzen und 10 Fahrradboxen ausgestattet.
- Modernisierung des Bahnhofs ab Sommer 2011. Bereits im Februar 2011 wurde der Bahnhof Wetzlar mit dynamischen Zugzielanzeigern ausgestattet. Des Weiteren beinhaltet diese Maßnahme folgende Projekte:
  - Den Neubau aller Bahnsteige (für Gleis 3 und 4 auf einer Länge von 170 Metern, für die Gleise 5 bis 7 auf einer Länge von 280 Metern) mit gleichzeitiger Anhebung der Bahnsteighöhe auf 55 Zentimeter.
  - Den Abriss der alten Bahnsteigdächer und die Errichtung neuer Dächer auf den Bahnsteigen 4/5 und 6/7 mit allerdings nur noch 70 Metern Länge.
  - Die vollständige Überbauung der demontierten Gleise 1 und 2, um eine höhengleiche und somit barrierefreie Anbindung des Bahnsteigs für Gleis 3 sowie den Bau eines direkten Fußgängerweges zur Buderus Arena zu ermöglichen.
  - Die Sanierung der Bahnsteigzugänge einschließlich der Installation jeweils eines Aufzugs zu den Bahnsteigen 4/5 und 6/7 im Rahmen des behindertengerechten Ausbaus.
  - Die Sanierung der Bahnsteigunterführung einschließlich der Erweiterung der Unterführung zur Bahnhofs-Nordseite, um eine durchgängige Begehbarkeit und die Anbindung des Park-and-ride-Parkplatzes zu ermöglichen. Der barrierefreie Zugang wird an beiden Enden der Unterführung durch großzügige Rampen gewährleistet.
  - Direkte Anbindung des Bahnsteigs 4/5 an den Treppenturm zur Straßenbrücke der Hermannsteiner Straße mittels eines gepflasterten Gehweges.
  - Ausstattung aller Bahnsteige mit Bänken und Infotafeln sowie Durchführung von Arbeiten zur Pflasterung, Begrünung und Oberflächengestaltung.
- Ausbau des bisherigen Schotterparkplatzes auf der Bahnhofs-Nordseite zum befestigten Park-and-ride-Parkplatz mit ca. 200 Pkw-Stellplätzen sowie mit 48 Fahrrad-Stellplätzen und 13 Fahrradboxen. Anbindung an die Fußgängerunterführung zu den Bahnsteigen und zur Bahnhofs-Südseite, um der Funktion als Pendlerparkplatz gerecht werden und den Verlust der Park-and-ride-Parkplätze auf dem alten Bahnhofsvorplatz kompensieren zu können.

All diese Maßnahmen sollten bis zum Beginn des Hessentages am 1. Juni 2012 zumindest soweit abgeschlossen sein, dass alle Anlagen zur Verfügung stehen und ein attraktives Erscheinungsbild hergestellt werden kann. Die Baukosten für alle drei Abschnitte sollten ca. 21,8 Millionen Euro betragen und über einen Realisierungs- und Finanzierungsvertrag anteilsmäßig von den jeweils beteiligten Partnern (Stadt Wetzlar, Land Hessen, Deutsche Bahn und Rhein-Main-Verkehrsverbund) getragen. Die Kosten für den Pendlerparkplatz trägt jedoch die Stadt Wetzlar alleine.
Der symbolische Spatenstich durch die Vertreter der Stadt, des Landes, der Deutschen Bahn und des Rhein-Main-Verkehrsverbunds erfolgte am 14. Januar 2011. Die Arbeiten waren letztlich im September 2023 abgeschlossen.